# زیردریایی یو-۷۸ (۱۹۴۰)
زیردریایی یو-۷۸ (۱۹۴۰) (به انگلیسی: German submarine U-78 (1940)) یک زیردریایی بود که طول آن ۶۷٫۱ متر (۲۲۰ فوت ۲ اینچ) بود. این زیردریایی در سال ۱۹۴۰ ساخته شد.